# (466216) 2012 SF42
(466216) 2012 SF42 es un asteroide perteneciente al cinturón de asteroides, descubierto el 25 de febrero de 2011 por el equipo Spacewatch desde el Observatorio Nacional de Kitt Peak (Arizona, Estados Unidos).